# Кроуфорд, Майкл
Майкл Кро́уфорд (англ. Michael Crawford, при рождении Майкл Патрик Смит (англ. Michael Patrick Smith), род. 19 января 1942, Солсбери, Уилтшир, Великобритания) — британский актёр, певец и комик, командор Ордена Британской империи, лауреат многочисленных премий.

## Биография
Родился вне брака от краткосрочных отношений у Дорис Агнес Мэри Пайк. Фамилию Смит получил в честь первого мужа матери Артура Дамбелла Смита, который был убит в возрасте 22 лет 6 сентября 1940 года во время битвы за Британию, менее чем через год после их свадьбы и за 16 месяцев до рождения Майкла.
Ранние годы Майкл проводил то с матерью в армейском лагере в Уилтшире, то на острове Шеппи, откуда была родом Дорис, у её родителей Монтегю Пайка и Эдит О’Киф (Эдит была родом из Лондондерри и прожила до 99 лет). Через какое-то время Майкл с матерью окончательно переехали к её родителям и здесь Майкл посещал католическую школу Святого Михаила в Бекслихите (школой заправляли монахини, которых Кроуфорд позже описал как не стесняющихся в применении телесных наказаний). Под конец войны Дорис снова вышла замуж, на этот раз за бакалейщика Лайонела Денниса Ингрэма. Пара переехала в Лондон, где Майкл посещал подготовительную школу Окфилда в Далвиче, которую он посещал под именем Майкл Ингрэм. По словам Кроуфорда, второй брак его матери сопровождался насилием.
Карьера Кроуфорда включает в себя радиопостановки, роли на телевидении и в кино, роли в театрах Вест-Энда и Бродвея. Кроуфорд был первым исполнителем роли Призрака в мюзикле Эндрю Ллойда Уэббера «Призрак Оперы».
В 2002 году Кроуфорд занял 17 место в списке «100 величайших британцев», а 2014 году получил Орден Британской империи, степень командора, за заслуги в области благотворительности.

## Избранная фильмография
| Год  |   | Русское название                                 | Оригинальное название                          | Роль              |
| ---- | - | ------------------------------------------------ | ---------------------------------------------- | ----------------- |
| 1965 | ф | Сноровка... и как её приобрести                  | The Knack …and How to Get It                   | Колин             |
| 1966 | ф | Забавная история, случившаяся по дороге на форум | A Funny Thing Happened on the Way to the Forum | Герон             |
| 1967 | ф | Как я выиграл войну                              | How I Won the War                              | лейтенант Гудбади |
| 1969 | ф | Хелло, Долли!                                    | Hello, Dolly!                                  | Корнелиус Хакл    |
| 1972 | ф | Алиса в Стране Чудес                             | Alice’s Adventures In Wonderland               | Белый Кролик      |
| 1998 | с | Улица Коронации                                  | Сoronation Street                              | клиент            |
| 2019 | с | Частные сыщики                                   | Private Eyes                                   | дежурный          |

## Работы в театре
| Год       | Русское название                        | Оригинальное название        | Роль                     |
| --------- | --------------------------------------- | ---------------------------- | ------------------------ |
| 1967      | —                                       | Black Comedy / White Lies    | Бриндсли Миллер / Том    |
| 1971      | Никакого секса, пожалуйста, мы британцы | No Sex Please, We’re British | Брайан Ранниклс          |
| 1974      | Билли                                   | Billy                        | Билли-лжец               |
| 1979      | Цветы для Элджернона                    | Flowers for Algernon         | Чарли Гордон             |
| 1981—1986 | Барнум                                  | Barnum                       | Ф. Т. Барнум             |
| 1986—1990 | Призрак Оперы                           | The Phantom of the Opera     | Призрак                  |
| 1995      | —                                       | EFX                          | разные персонажи         |
| 2002—2003 | Танец вампиров                          | Tanz der Vampire             | граф Джованни фон Кролок |
| 2004      | Женщина в белом                         | The Woman in White           | граф Фоско               |
| 2011—2012 | Волшебник страны Оз                     | The Wizard of Oz             | разные персонажи         |
| 2016      | —                                       | The Go-Between               | Лео Колстон              |

## Награды и номинации
| Награда               | Год  | Категория                                              | Название работы                 | Результат |
| --------------------- | ---- | ------------------------------------------------------ | ------------------------------- | --------- |
| BAFTA                 | 1966 | Самый многообещающий новичок в главной роли            | Сноровка... и как её приобрести | Номинация |
| Эмми                  | 1998 | Лучшее выступление в варьете или музыкальной программе | Michael Crawford in Concert     | Номинация |
| Тони                  | 1988 | Лучшая мужская роль в мюзикле                          | Призрак Оперы                   | Победа    |
| Премия Лоренса Оливье | 1979 | Лучшая мужская роль в мюзикле                          | Чарли и Элджернон               | Номинация |
| Премия Лоренса Оливье | 1981 | Лучшая мужская роль в мюзикле                          | Барнум                          | Победа    |
| Премия Лоренса Оливье | 1986 | Лучшая мужская роль в мюзикле                          | Призрак Оперы                   | Победа    |
| Премия Лоренса Оливье | 2005 | Лучшая роль второго плана в мюзикле                    | Женщина в белом                 | Номинация |